# Crepis rubra
Der Rote Pippau (Crepis rubra) ist eine Pflanzenart aus der Gattung Pippau (Crepis) in der Familie der Korbblütler (Asteraceae).

## Merkmale

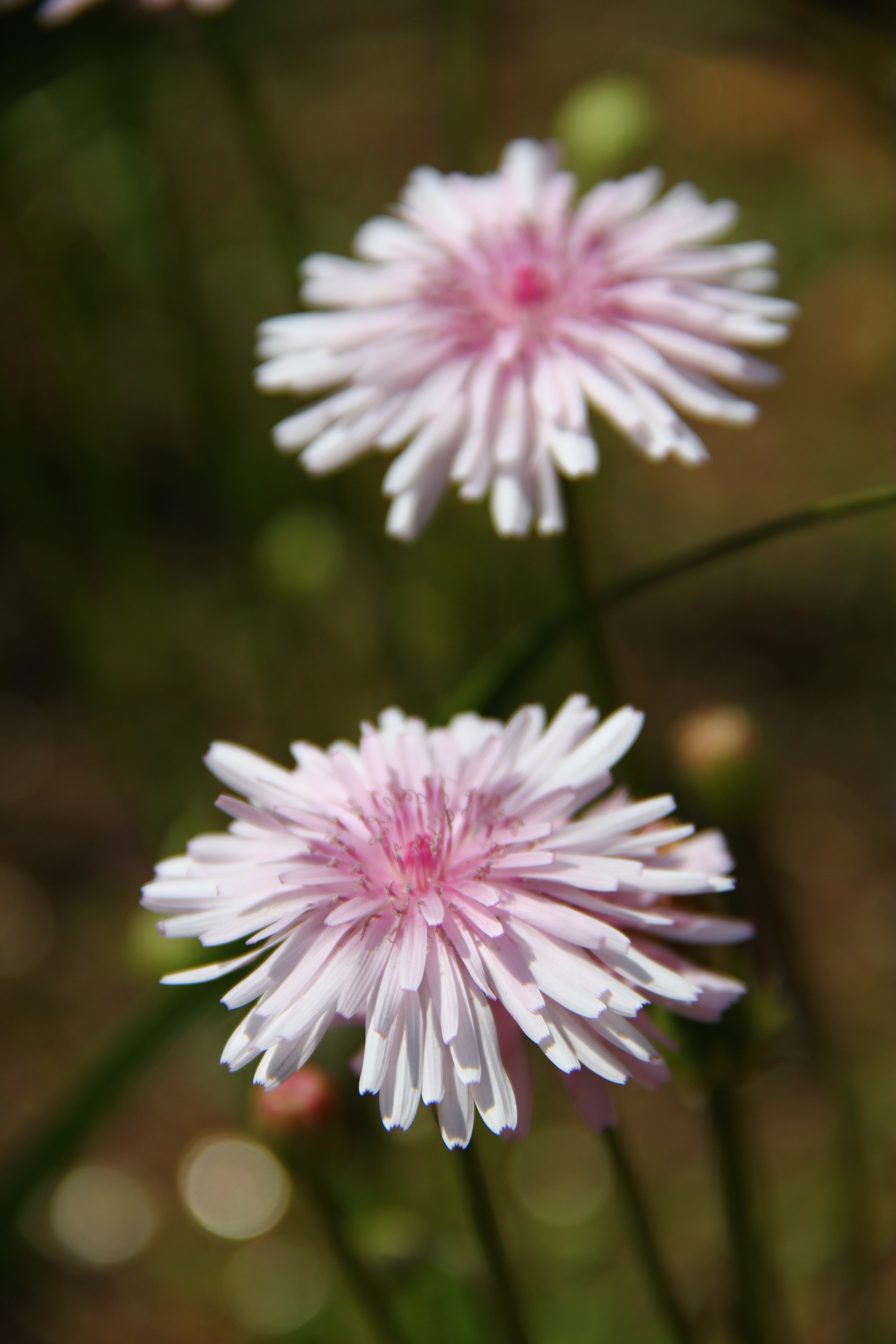
Blütenköpfe

Crepis rubra ist ein einjähriger Schaft-Therophyt, der Wuchshöhen von 4 bis 40 Zentimetern erreicht. Der Stängel besitzt nach oben hin nur Schuppenblätter. Die Grundblätter sind verkehrteilanzettlich, spitz, schrotsägeförmig und gezähnt. 
Die Blütenkörbchen sind vor der Blüte nickend. Die Blüten sind rosa oder weiß. Die Hülle ist 11 bis 17 Millimeter groß. Die Hüllblätter sind undeutlich in 2 Reihen angeordnet. Die äußeren Hüllblätter sind ungefähr halb so lang wie die inneren, bleich oder häutig und kahl oder flaumig. Die inneren sind an ihrem Rand bleich und weisen zahlreiche bleiche, lange und kurze Drüsenhaare auf. Die Früchte sind dunkelbraun gefärbt. Die äußeren Früchte sind 10-rippig und kurz geschnäbelt. Die inneren sind 15- bis 20-rippig, haben einen langen Schnabel und weisen kleine Stacheln auf.
Die Blütezeit reicht von April bis Mai.
Die Chromosomenzahl beträgt 2n = 8, 10 oder 12.

## Vorkommen
Crepis rubra kommt im nordöstlichen Mittelmeerraum vor. Sein Verbreitungsgebiet umfasst Italien, Kroatien, Albanien, Montenegro, Mazedonien, Griechenland, die Ägäis, Kreta, Bulgarien und die Türkei.
Die Art wächst auf frischen bis feuchten Äckern, auf Ruderalstellen und auf Brachland. Auf Kreta ist sie in Höhenlagen von 0 bis 800 Meter zu finden.

## Belege
1. ↑  Peter Schönfelder, Ingrid Schönfelder: Die neue Kosmos Mittelmeerflora. Über 1600 Arten und 1600 Fotos (= KosmosNaturführer). Franckh-Kosmos, Stuttgart 2008, ISBN 978-3-440-10742-3, S. 126.
2. 1 2 3 4  Ralf Jahn, Peter Schönfelder: Exkursionsflora für Kreta. Mit Beiträgen von Alfred Mayer und Martin Scheuerer. Eugen Ulmer, Stuttgart (Hohenheim) 1995, ISBN 3-8001-3478-0, S. 340.
3. ↑   Tropicos.
4. ↑  Werner Greuter (2006+): Compositae (pro parte majore). – In: W. Greuter & E. von Raab-Straube (Hrsg.): Compositae. Euro+Med Plantbase - the information resource for Euro-Mediterranean plant diversity. Datenblatt Crepis rubra In: Euro+Med Plantbase - the information resource for Euro-Mediterranean plant diversity.